# Cierniczek południowy
Cierniczek południowy, cierniczek ukraiński (Pungitius platygaster) – gatunek ryby z rodziny ciernikowatych (Gasterosteidae).

## Występowanie
Zlewiska mórz Czarnego, Azowskiego i Aralskiego. W Dunaju dociera do Belgradu.

## Opis
W płetwie grzbietowej ma 8–11 kolców.